# Macuata
Macuata é uma das três províncias da Divisão do Norte, das Fiji. Faz parte da ilha de Vanua Levu. Mais de um quarto da população desta província habita na cidade de Labasa (24.187 habitantes em 1996).